# 밀워키 벅스
밀워키 벅스(영어: Milwaukee Bucks)는 미국 위스콘신주 밀워키를 연고로 하는 NBA 동부 콘퍼런스 센트럴 디비전 소속 프로 농구 팀이다. 1968년 1월 창단한 뒤 1968~1969 시즌에 합류했으며, 1970~1971 시즌 파이널에서 볼티모어 불리츠를 4승으로 꺾고 첫 NBA 통합우승을 달성했다. 2020~2021 시즌 파이널에서 피닉스 선스를 4승 3패로 꺾고 두번째 우승을 하게 되었다.
이후 1973~1974 시즌까지 4시즌 연속 디비전 우승을 달성했으며, 1973~1974 시즌에 결승에 진출해 두 번째 우승을 노렸으나 보스턴 셀틱스에 3승 4패로 아쉽게 패하고 말았다.
1970년대 초반 이후로는 강력한 모습을 보여주지 못했으며 최근 3년간 플레이오프 진출에 실패하는 저조한 모습을 보였다.

## 역대 홈경기장

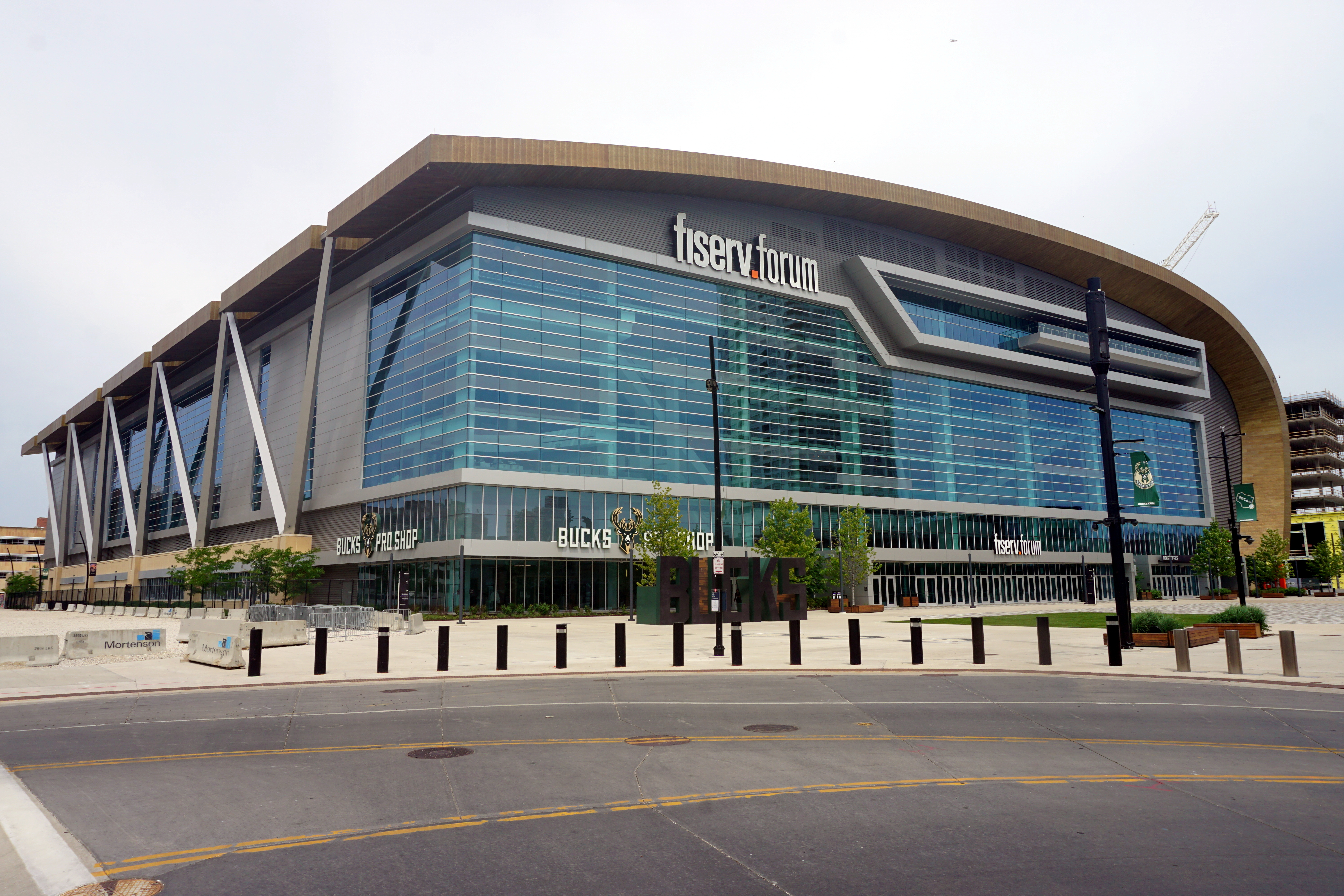
밀워키 벅스의 홈경기장인 파이서브 포럼

| 경기장                   | 사용기간               | 수용인원 | 장소              | 비고                          |
| ------------------------ | ---------------------- | -------- | ----------------- | ----------------------------- |
| 밀워키 벅스              |                        |          |                   |                               |
| 메카 아레나              | 1968년~1988년          | 10,783명 | 위스콘신주 밀워키 | 빈칸                          |
| 위스콘신 필드 하우스     | 1970년, 1971년, 1973년 | 7,540명  | 위스콘신주 밀워키 | 플레이오프때 홈경기로 사용함. |
| BMO 해리스 브래들리 센터 | 1988년~2018년          | 18,717명 | 위스콘신주 밀워키 | 브래들리 센터 (1988년~2012년) |
| 파이서브 포럼            | 2018년~현재            | 17,500명 | 위스콘신주 밀워키 | 빈칸                          |

## 영구 결번
| 번호        | 이름            | 포지션 | 활동 기간                   | 비고                           |
| ----------- | --------------- | ------ | --------------------------- | ------------------------------ |
| 밀워키 벅스 |                 |        |                             |                                |
| 1           | 오스카 로버트슨 | 가드   | 1970년~1974년               | 빈칸                           |
| 2           | 주니어 브리지먼 | 포워드 | 1975년~1984년 1986년~1987년 | 빈칸                           |
| 4           | 시드니 몽크리프 | 가드   | 1979년~1989년               | 빈칸                           |
| 6           | 빌 러셀         | 센터   | 빈칸                        | NBA 최초로 전 구단 영구결번됨. |
| 14          | 존 맥글로클린   | 가드   | 1968년~1976년               | 빈칸                           |
| 16          | 밥 레이니어     | 센터   | 1980년~1984년               | 빈칸                           |
| 32          | 브라이언 윈터스 | 가드   | 1975년~1983년               | 빈칸                           |
| 33          | 카림 압둘-자바  | 센터   | 1968년~1975년               | 빈칸                           |